# Coulongé
Coulongé is een gemeente in het Franse departement Sarthe (regio Pays de la Loire) en telt 541 inwoners (1999). De plaats maakt deel uit van het arrondissement La Flèche.

## Geografie
De oppervlakte van Coulongé bedraagt 15,1 km², de bevolkingsdichtheid is 35,8 inwoners per km².
De onderstaande kaart toont de ligging van Coulongé met de belangrijkste infrastructuur en aangrenzende gemeenten.

## Demografie
Onderstaande figuur toont het verloop van het inwonertal (bron: INSEE-tellingen).